# Howard Lang

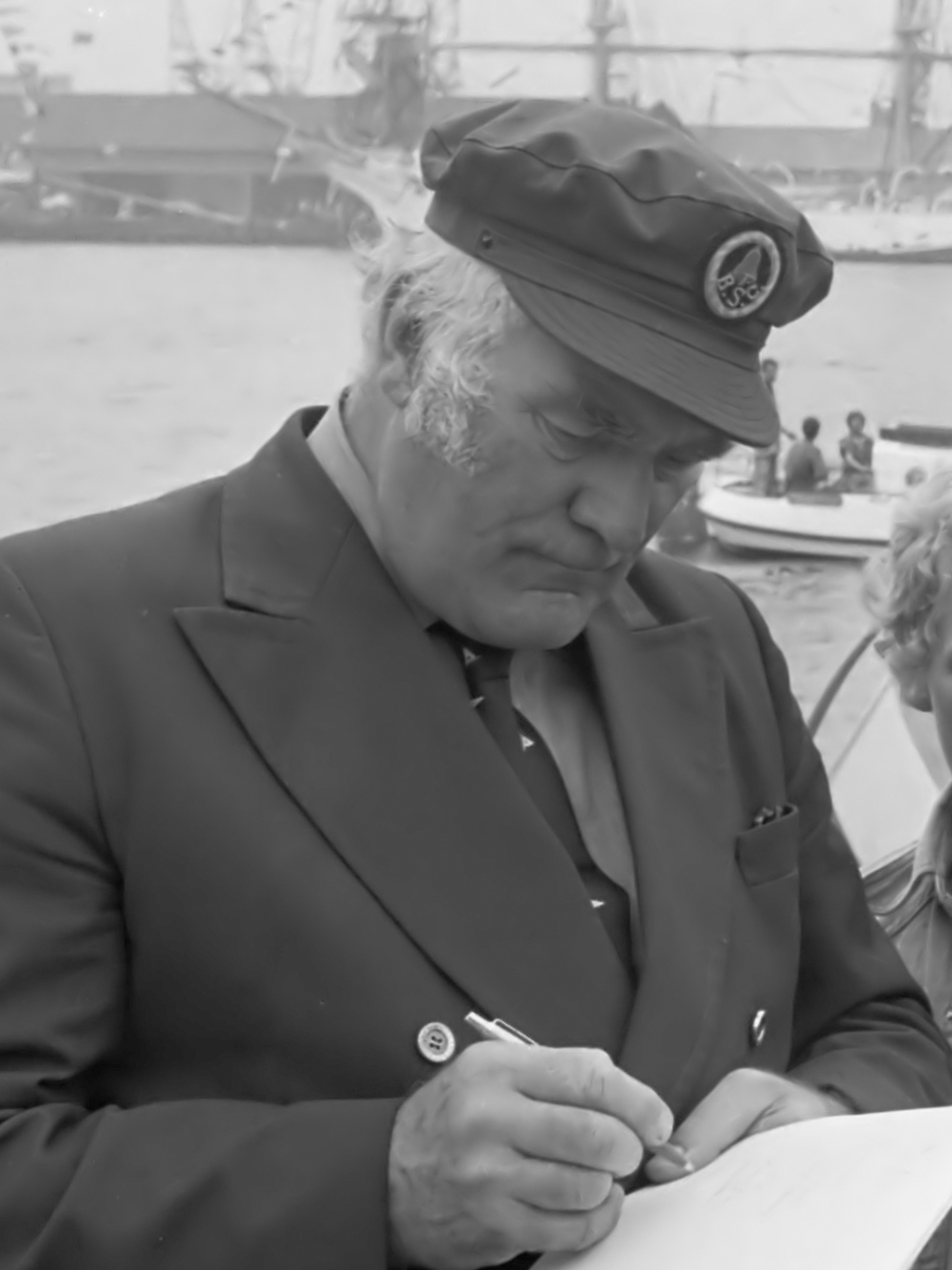
Howard Lang, 1975

Howard Lang, eigentlich Donald Yarranton (* 20. März 1911 in Marylebone, Greater London; † 11. Dezember 1989 in West Hampstead) war ein britischer Schauspieler; seine bekannteste Rolle war die des Captain William Baines in der BBC-Serie Die Onedin-Linie.

## Frühe Jahre
Howard Lang wurde geboren als Donald Yarranton, Sohn von Edward John Yarranton (1884–1954) und Clara Ann (geb. Malkin) (1888–1921). Sein Vater hatte die Buchbinderei der Familie verlassen, um ein Handelsreisender bei Winsor & Newton, einem Hersteller von Künstlermaterialien, zu werden.
Lang diente sieben Jahre in der Royal Navy, auch im Zweiten Weltkrieg. Im Januar 1941 wurde er temporär zum Unterleutnant ernannt und im Januar 1942 zum Leutnant. In dieser Position diente er bis zum Ende des Weltkriegs.
Sein jüngerer Bruder aus zweiter Ehe seines Vaters war Sir Peter Yarranton (1924–2003), Vorsitzender des United Kingdom Sports Council von 1989 bis 1994 und mehr als 40 Jahre ein bekanntes Gesicht in der Rugby Union, als Spieler wie auch als Funktionär.

## Schauspielkarriere
Lang weckte in seiner Rolle als Schiffskapitän Baines in der Onedin-Linie (1971–1980) international Aufmerksamkeit.
Lang trat auch in weiteren Produktionen der BBC auf, z. B. The Six Wives of Henry VIII, Z-Cars, Softly, Softly, The Vise, Doctor Who und An Unearthly Child.
Er spielte auch den Bart Hudd in der Erstproduktion von The Room, des ersten Stücks von Harold Pinter.
In einer frühen Seefahrerrolle hatte er einen Gastauftritt als Antreiber an Bord einer römischen Galeere in Ben Hur, die die Schlacht gegen eine feindliche Flotte führt.
Howard Lang starb 1989 im Alter von 78 Jahren.

## Filmografie (Auswahl)
- 1946: Geheimnisvolle Erbschaft (Great Expectations)
- 1947: Zigeunerblut (Jassy)
- 1950: Der Dreckspatz und die Königin (The Mudlark)
- 1951: Das Glück kam über Nacht (Street of Shadow)
- 1951: Des Königs Admiral (Captain Horatio Hornblower)
- 1953: Der Vampyr von Soho (Street of Shadow)
- 1954 Beau Brummell – Rebell und Verführer (Beau Brummell)
- 1954: Fabian von Scotland Yard (Fabian of the Yard) (Fernsehserie, 1 Folge)
- 1954: Robin Hood, der rote Rächer (The Men of Sherwood Forest)
- 1956: Panzerschiff Graf Spee (The Battle of the River Plate)
- 1958: Die letzte Nacht der Titanic (A Night to remember)
- 1959 Ben Hur
- 1959: Das Ungeheuer von Loch Ness (The Giant Behemoth)
- 1960: Der Mann mit der grünen Nelke (The Trials of Oscar Wilde)
- 1961: Der Fluch von Siniestro (The Curse of the Werewolf)
- 1961: Gorgo
- 1961–1962: Sir Francis Drake  (Fernsehserie, 15 Folgen)
- 1963: Bis das Blut gefriert (The Haunting)
- 1963: Doctor Who (Fernsehserie, Folgen)
- 1964: Simon Templar (Fernsehserie, 1 Folge)
- 1967: Frankenstein schuf ein Weib (Frankenstein Created Woman)
- 1971: Macbeth
- 1971: Die 2 (The Persuaders!) (Fernsehserie, 1 Folge)
- 1971: John Christie, der Frauenwürger von London (10 Rillington Place)
- 1971–1980: Die Onedin-Linie (The Onedin Line) (Fernsehserie, 91 Folgen)
- 1983: Der Feuersturm (Winds of War)